# Palatin (Wiesloch)

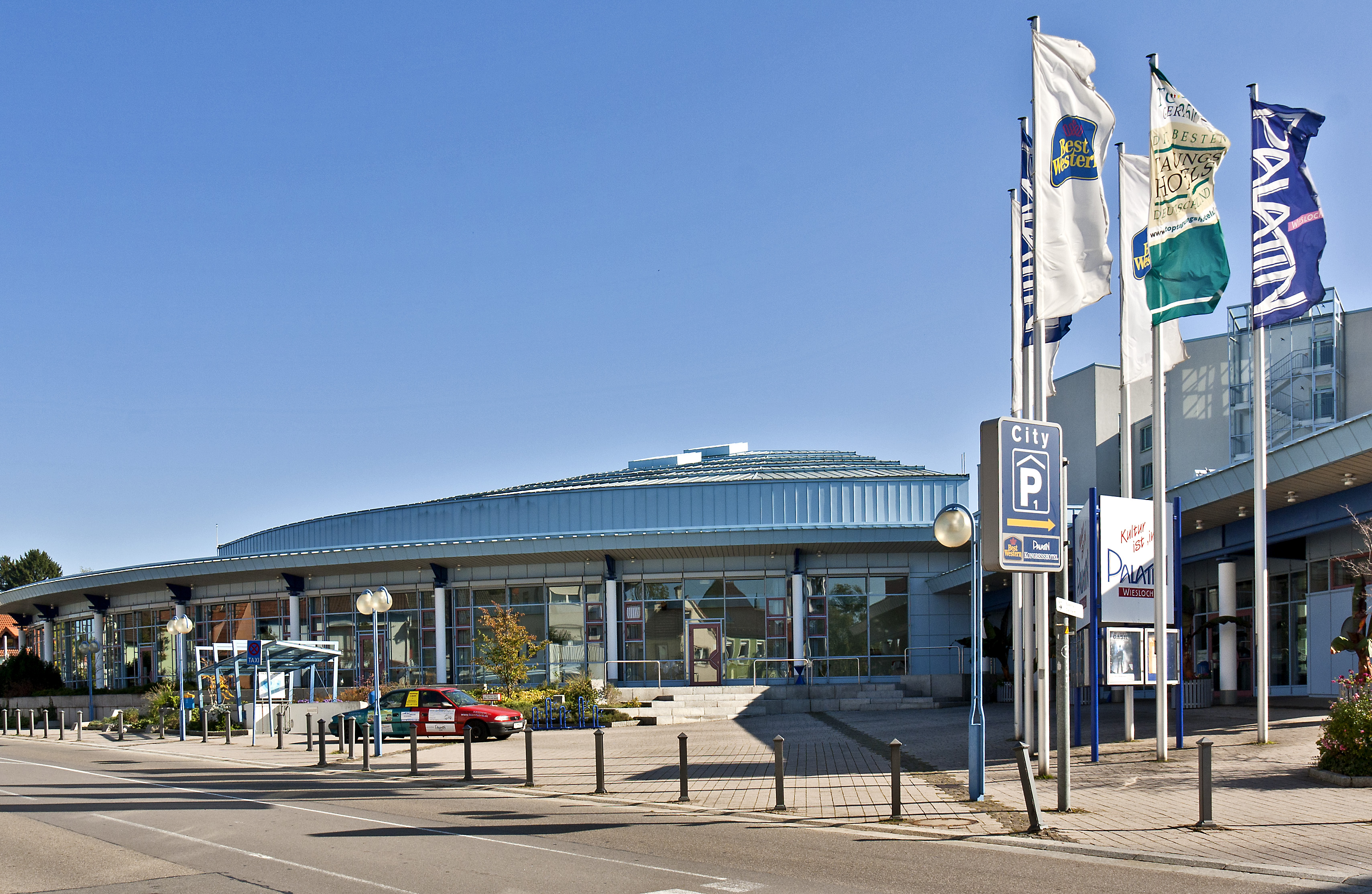
Kulturzentrum Palatin in Wiesloch

Das Palatin ist ein Kongresshotel und Kulturzentrum in Wiesloch im Rhein-Neckar-Kreis. Die als Stadthalle mit Parkhaus und Hotel konzipierte Anlage wurde als bis dahin größtes Bauprojekt der Stadt am 14. März 1992 eröffnet. Im Palatin finden unter anderem Kongresse, Tagungen, Konzerte, Theateraufführungen und Ausstellungen statt. Die Planungen für einen Stadthallenneubau reichen bis in die 1970er Jahre zurück. Betrieb und Eigentum von Stadthalle und Hotel lagen ursprünglich in verschiedenen Händen, gelangten aber 2010 in die gemeinsame Hand einer städtischen Gesellschaft, die das Hotel innerhalb einer Best-Western-Kooperation betreibt.  Zum Gesamtbetrieb zählen außerdem das im Palatin befindliche Restaurant Premiere und seit 2012 noch das gegenüber dem Hotelgebäude liegende Boardinghaus mit weiteren Appartements.

## Geschichte

### Vorgängerbauten und frühe Planungen an anderer Stelle
Bis in die Zeit nach dem Zweiten Weltkrieg hatte es in Wiesloch keine Stadthalle gegeben. Stattdessen dienten die Nebenzimmer und Säle der Gastwirtschaften sowie die Gemeindehäuser der Kirchengemeinden als Veranstaltungsräume. Der Strukturwandel in der Gastronomie bei gleichzeitigem Anstieg der Bevölkerungszahl führte dann zu einem dringenden Bedarf nach einem geeigneten Veranstaltungsort. 1961 erwarb die Stadt Wiesloch das vormals als Kino Filmbühne genutzte ehemalige Braune Haus an der Heidelberger Straße 52 und baute es zu einer Stadthalle um. In den folgenden Jahren erwarb die Stadt auch frühere Wellpappe-Produktionshallen an der benachbarten Gerberstraße und nutzte diese zu Parkhäusern um.
Im Februar 1978 sprach sich im Wieslocher Gemeinderat eine Mehrheit für den Bau einer neuen Stadthalle mit Hotel im Bereich des Festplatzes und des Gerbersruhparks aus, wofür bereits ein Investor gefunden worden war. Gegen die Baupläne in der Gerbersruhe, die dadurch etwa 35 Prozent der Parkfläche eingebüßt hätte, regte sich jedoch unverzüglich starker Widerstand in der Bevölkerung, so dass der Gemeinderat über einen Bürgerentscheid diskutierte, der dann jedoch nicht mehr nötig war, weil der Investor angesichts der aufkommenden Schwierigkeiten seinen Rückzug verkündete.

### Architektenwettbewerb und Bau
Im Jahr 1985 wurden große Innenstadtflächen frei, nachdem drei vormals dort ansässige Unternehmen in außerhalb gelegene Gewerbegebiete umgesiedelt waren. Die alten Gewerbeanlagen, darunter auch die bereits als Parkhäuser genutzten Produktionshallen an der Gerberstraße, wurden abgerissen. Der Bebauungsplan der Stadt sah für das gewonnene Areal sowohl ein Wohngebiet (das heutige Wohngebiet Tuchbleiche) als auch eine neue Stadthalle vor. Erneut gab es Kontroversen, die nun vor allem die Wirtschaftlichkeit eines Stadthallenneubaus zum Inhalt hatten. Der Baubeschluss fiel nach zähen Diskussionen am 22. Oktober 1986. Am 8. April 1987 beschloss der Gemeinderat schließlich die Ausschreibung eines Architektenwettbewerbs. Unter den eingereichten Entwürfen entschied sich das Preisgericht im Februar 1988 zunächst für die Planungen eines Wieslocher Büros, ließ diese nochmals überarbeiten und äußerte dann vielfache Kritik, so dass schließlich der zweitplatzierte Entwurf des Fellbacher Planers Jan Beng Oei zum Zuge kam, der einen Rundbau mit zentraler Anordnung der Funktionsräume für Baukosten von 30,5 Millionen DM vorsah.
Bei der anschließenden Baugrunduntersuchung zeigte sich, dass der Baugrund für den geplanten Bau nicht tragfähig genug war. Deswegen entschied man sich zu einer Änderung des Bauplans um ein weiteres Tiefparkdeck, um tief genug auf tragfähigen Grund zu kommen. Durch die dadurch hinzukommenden Parkplätze wurden weitergehende Planungen für einen Parkhausneubau im Innenstadtbereich hinfällig, so dass die geplanten Mehrkosten von 5 bis 7 Millionen DM beim Bau der Stadthalle amortisiert werden konnten. Zeitweilige Planungen zum Einbau eines Zivilschutzbunkers oder eines Blockheizkraftwerks im hinzugekommenen Untergeschoss verwarf man wieder. Für die Durchführung des Bauprojekts gründete man die Stadthalle Betriebs GmbH, die Detailentscheidungen bei während des Baus aufkommenden Fragen übertrug man der Stadthalle Aufbaugesellschaft GdbR. Die Ausführung des Baus wurde an den Berliner Unternehmer Roland Specker vergeben.
Der erste Spatenstich für die Anlage erfolgte am 19. April 1989, die Einweihung der Anlage konnte am 14. März 1992 gefeiert werden. Die tatsächlichen Baukosten betrugen rund 62 Millionen DM, wovon 42 Millionen DM auf die Stadthalle und 20 Millionen DM auf die Tiefgarage entfielen. Der ebenfalls zum Gesamtkomplex zählende Hotelbau verursachte weitere 22 Millionen DM an Baukosten. Der Bau war sowohl das größte wie auch das teuerste Bauvorhaben in der bisherigen Geschichte der Stadt. Die Stadt Wiesloch beteiligte sich an der Stadthalle und dem Parkdeck mit einem Eigenkostenanteil von 33 Millionen DM, das Hotel blieb im Eigentum der Stadthotel Wiesloch GmbH, einer Tochtergesellschaft des Bauunternehmers Specker, der ebenfalls für die Bewirtschaftung der Stadthalle aufzukommen hatte, wofür man die Pächter des Hotels verpflichtete.

### Erste Betriebsjahre

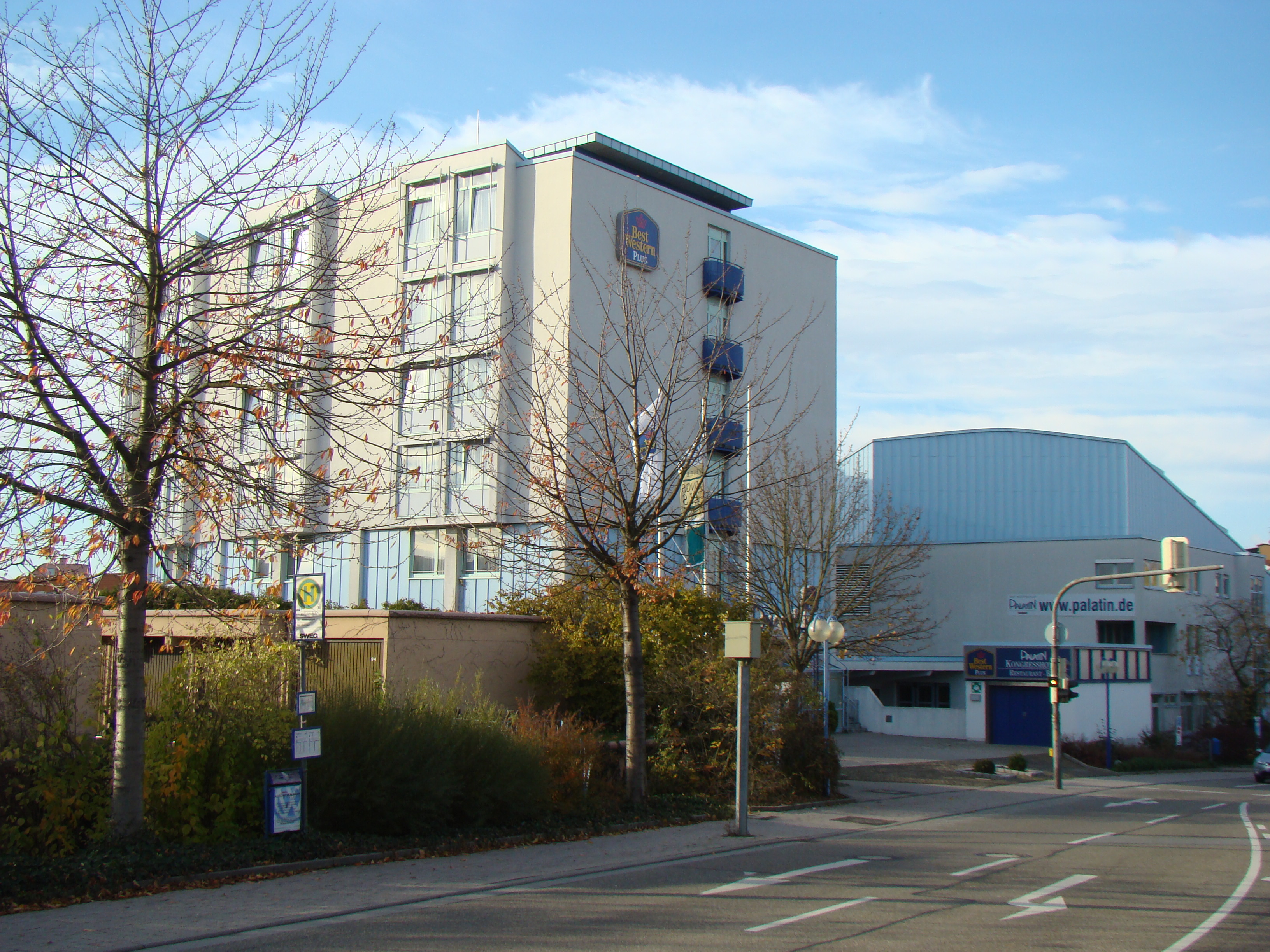
Hoteltrakt des Palatin

Um sofort nach der Eröffnung in den Regelbetrieb gehen zu können, waren bereits lange vor der Eröffnung Karten für die erste Theatersaison im Gebäude angeboten worden, außerdem hatte man den örtlichen Vereinen Rabatte von bis zu 80 Prozent auf die Saalmiete gewährt, um eine hohe Auslastung des Kulturzentrums zu sichern. Tatsächlich wurden auch rund 75 Prozent der Theatersitzplätze durch Karten-Abonnements belegt und war der Saal zum Teil bis auf fünf Jahre im Voraus vermietet. Bei der Stadt rechnete man mit einem jährlichen Defizit von etwa einer Million DM, was man als normal im Rahmen der öffentlichen Bezuschussung betrachtete.
Während der Betrieb im Kulturzentrum zunächst befriedigend verlief, blieb der Betrieb des Hotels weit hinter den Erwartungen zurück. Dazu kamen rechtliche Auseinandersetzungen mit dem Bauunternehmer Specker. Im Dezember 1993 stiegen die ersten Hotelpächter aus dem Pachtvertrag aus. Durch die kurzfristige Schließung des Hotels war auch die Bewirtschaftung der Stadthalle nicht mehr gesichert. Über eine von Specker eigens gegründete Palatin Hotel an der Tuchbleiche GmbH konnten der Hotelbetrieb mit den bisherigen Angestellten binnen weniger Tage fortgeführt und die Bewirtschaftung der Stadthalle gesichert werden. Unter neuer Führung gelang es dem Hotel dann nach wenigen Jahren, Gewinne zu erwirtschaften.
Im Jahr 1998 zählte man in der Stadthalle 90.000 Besucher. An 334 Kalendertagen wurden 543 Veranstaltungen im Palatin durchgeführt. Das Betriebsdefizit dieses Jahres betrug 780.000 DM. Inzwischen waren jedoch die Interessen von Hotel und Stadthallenbetreiber stark gegenläufig geworden. Das Hotel hatte generell eine hohe Auslastung erreicht und kein Interesse mehr an Kongressen und Tagungen, während die Stadthalle mangels verfügbarer Hotelplätze für einige Veranstaltungen nicht mehr attraktiv war.

### Übernahme des Gesamtkomplexes durch die Stadt

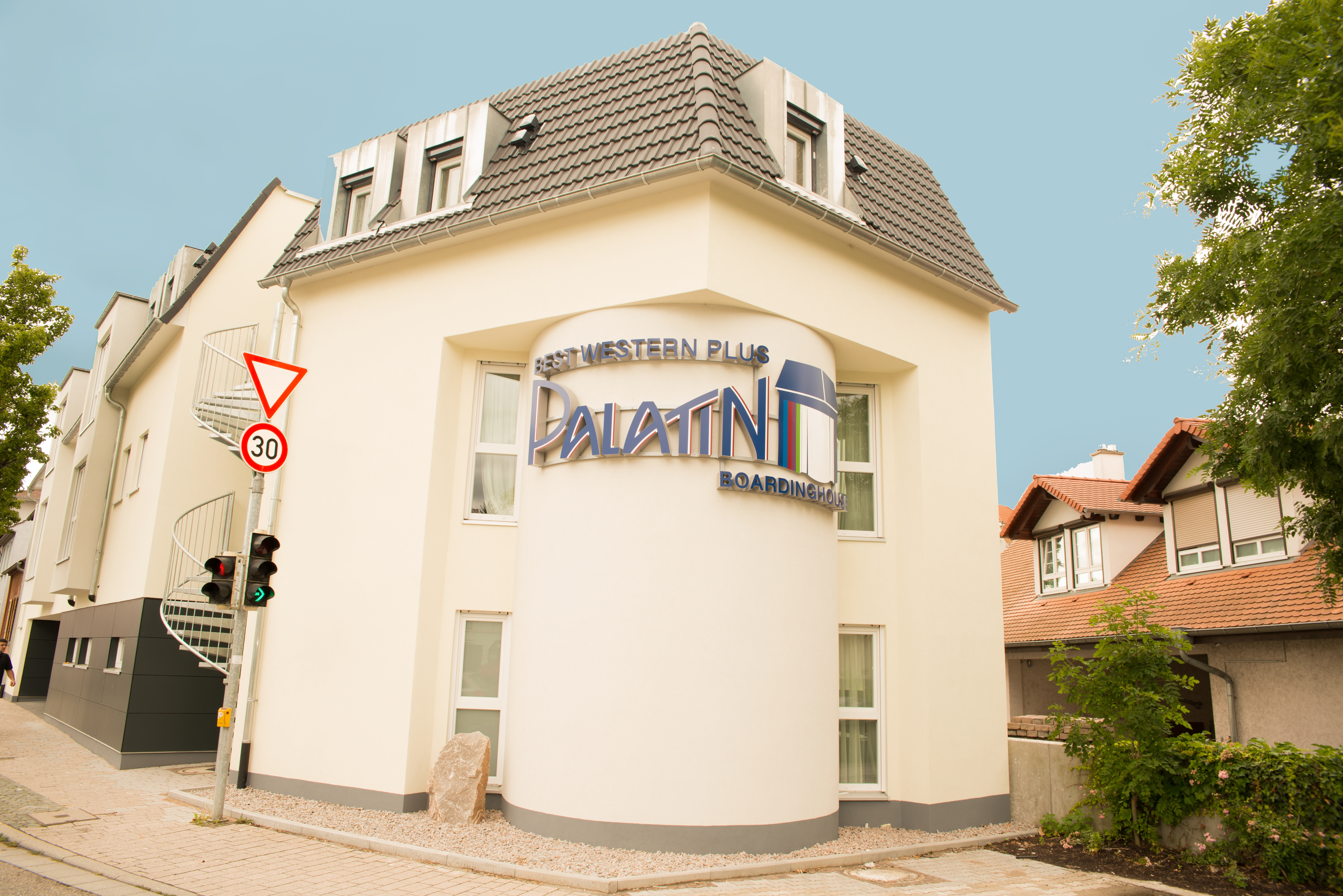
Das Boardinghouse ist die jüngste Erweiterung des Komplexes

Im Jahr 2001 wurden die bisherigen Verträge zwischen Stadthalle und Hotel gekündigt. Die städtische Palatin Kongress- und Kultur GmbH übernahm noch im selben Jahr die Gesellschaftsanteile der Palatin Hotel an der Tuchbleiche GmbH, so dass die Stadt das Hotel künftig als Pächter betrieb. In den Folgejahren konnte das Betriebsergebnis deutlich verbessert werden. 2004 wurden erstmals die operativen Kosten durch das Betriebsergebnis gedeckt. Gleichzeitig verschlechterte sich die wirtschaftliche Situation der Speckerschen Stadthotel Wiesloch GmbH als Eigentümerin des Gebäudes, die für teure Brandschutzmaßnahmen aufzukommen hatte und mit Instandhaltungsmaßnahmen im Rückstand war. Zunächst verständigte man sich darauf, dass die städtische GmbH die notwendigen Maßnahmen vorfinanzieren und diese mit der fälligen Pacht verrechnen würde, kam dann jedoch im Oktober 2009 überein, das Eigentum am Hotel durch die Stadt zu erwerben.
Das Hotel ging für 3,2 Millionen Euro zum 1. Februar 2010 an die städtische GmbH über. Der Betrieb wurde 2012 noch um das gegenüber vor der Stadtmauer gelegene Boardinghouse des Kongresshotels erweitert, das so konzipiert wurde, dass es sich bei einer Änderung des Betriebszwecks auch zum städtischen Mietshaus umnutzen lässt.

## Gastro-Angebot
Im Hotel befindet sich das Restaurant „Das Restaurant“ und die „DenkBar“.
In dem Restaurant mit Wintergarten sowie kleiner Sonnenterrasse werden vielseitige Gerichte angeboten. Als „Haus der Baden-Württemberger Weine“ werden vorwiegend heimische Weine von namhaften Winzern kredenzt.
An der „DenkBar“ kann man ausgefallene regionale und internationale Getränke sowie ausgewählte Speisen genießen.

## Ausstattung
Das Hotel verfügt über 115 Zimmer im Haupthaus, 14 Wohlfühlstudios, zwei Juniorsuiten und drei exklusive Suiten im Boardinghouse.
W-Lan & Sky-TV kostenfrei auf den Hotelzimmern.
Citytiefgarage mit 416 Stellplätzen
Panoramasauna mit Dachterrasse und Sanarium, Aktivraum
Best Western Plus Palatin Relax – hauseigener Wellness-, Massage- und Kosmetikbereich

Fahrrad- und E-Bikeverleih (Vergabe von April – September und nach Verfügbarkeit)

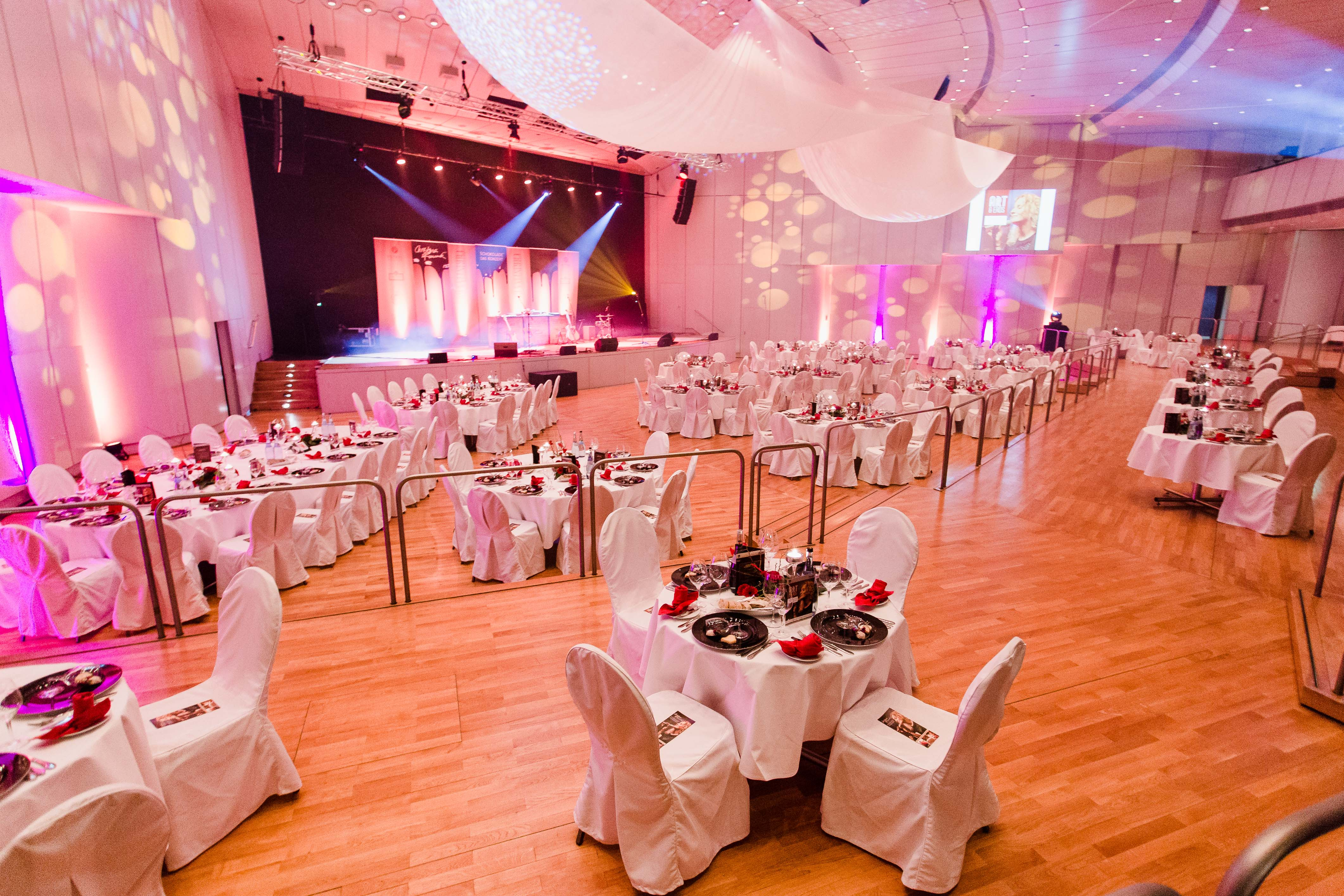
Staufersaal bei einer Abendveranstaltung

## Räume
Vom kleinen Seminarraum bis zum Veranstaltungssaal mit einer Kapazität bis zu 1.200 Personen, bieten die 16 Veranstaltungsräume vielfältige Nutzungsmöglichkeiten. Das Palatin kann somit genutzt werden für Tagungen, Kongresse, Firmenfeiern, Familienfeiern, Kulturveranstaltungen und vieles mehr. Der Staufersaal (größter Saal) fasst 830 Plätze (ohne Foyer) in Konzertbestuhlung.

## Umgebung
Städte wie Heidelberg, Speyer, Sinsheim und Mannheim sind gut mit der Bahn und dem Auto zu erreichen. Das Palatin liegt im Herzen der Weinstadt Wiesloch, die Fußgängerzone ist in wenigen Gehminuten zu erreichen. Ebenfalls nicht weit entfernt sind die Weinberge, die zu einer Wanderung einladen.